# Маяк Кейп-Флеттери
Маяк Кейп-Флеттери (англ. Cape Flattery Light) — маяк, расположенный на мысе Кейп-Флеттери на острове  Татуш на входе в пролив Хуан-де-Фука, округ Клаллам, штат Вашингтон, США. Построен в 1857 году. Автоматизирован в 1977 году. Деактивирован в 2008 году.

## История
Пролив Хуан-де-Фука, по которому проходит граница США и Канады, был важным транспортным путем для Северо-запада США уже с середины XIX века. Потому уже в 1854 году Конгресс США выделил 39 000$ на строительство маяков на острове  Татуш и на косе Дандженесс. Строительство было завершено 28 декабря 1857 года. Как и маяк Нью-Дандженесс, он был построен по проекту архитектора Эмми Янга и представлял собой двухэтажный каменный дуплекс, построенный из серовато-желтого песчаника с башней высотой 20 метров, возвышающейся над скатной крышей. На маяк была установлена линза Френеля первого поколения. Летом 1872 года на острове было построено также здание противотуманного сигнала. к 1873 дом смотрителя стал непригодным для проживания, поскольку его стены покрылись плесенью. Потому Конгресс в 1874 году выделил 18 000$ на строительство нового дома для смотрителя и его помощников. В том же году строительство было завершено, новый дом представлял собой дуплекс с шестью комнатами с каждой стороны. В июне 1932 года линзу первого поколения заменили на линзу четвёртого поколения. В 1977 году Береговая охрана США автоматизировала маяк. В 1996 году линза Френеля была заменена на автоматический маяк. В 2008 году маяк был выведен из эксплуатации, вместо него в настоящее время используется автоматический маяк на скелетной башне.
25 сентября 2017 года Национальным фондом сохранения исторического наследия маяк был объявлен «национальным достоянием».